# Primavera Kórus
A Primavera Kórus egy 1972-es alapítású székesfehérvári együttes, alapítója Horányi Ottilia.

## Története
1972-ben alakult Székesfehérváron Horányi Ottilia vezetésével - akkor még ifjúsági kórus volt - mára már felnőtt vegyes kar. Fenntartója a Megyei Művelődési Központ volt, egy ideig a KISZÖV Fejér megyei szervezete is támogatta. 1994 óta a kórus fenntartója a PRIMAVERA Kórusért Alapítvány, támogatója Székesfehérvár Megyei Jogú Város Önkormányzata.
Rendszeresen énekelnek városi és országos rendezvényeken. A Magyar Rádió Kóruspódium mozgalmában többször készült kiváló hangfelvétel, eredményeik elismeréseként plakettet kaptak és háromszor vettek részt a zárókoncerten egyenes adásban. Kétszer nyerték el a "Kiváló együttes" címet. Megkapták a Fejér megyei Közművelődési Díjat és 1992-ben a város kitüntetését is: „Székesfehérvárért”.
2008-tól néhány éven át Szabó Adrienn irányította a kórus munkáját, 2012 októberétől Horányi Ottilia, az alapító karnagy folytatja karnagyi tevékenységét.

## Felvételei
- 1992 „Könyörgés és hála”
- 2002 „Vagyunk és leszünk”
- 2003 „Fehérvári Trilógia”
- 2007-ben „Áldott éj”
- 2010-ben „Magasztaló ének”

## Fellépései
Több nemzetközi fesztiválon vettek részt: 1986-ban Barcelona, 1989-ben Várna, 1991-ben Budapesti Nemzetközi Versenyen ("B" kategóriában arany minősítés), 1997-ben I. Szlovák Nemzetközi Kórusfesztivál (ezüstdiploma), 2004 Velence, 2005 Rimini.
Testvérvárosi és kóruskapcsolatok révén több országban is sikerrel szerepeltek. 1997 őszén Freyungban /Németország/, 1998-ban Szlovéniában, 1999-ben Horvátországban 2007-ben Felvidéken, 2009-ben Erdélyben koncerteztek,
A kórus önálló hangversenyei mellett rendszeresen énekel oratorikus műveket az Alba Regia Szimfonikus Zenekarral közös koncerteken, ezek közül néhányról lemezfelvétel is készült. Rendszeres szereplői az Országos Filharmónia helyi előadásainak, és a nyári Harmonia Albensis hangversenysorozatnak.